# 高津久右衛門
高津久右衛門（こうづ　きゅうえもん、1868年（明治元年） - 1951年（昭和26年））は、日本の実業家。旧姓は八条、幼名は八十八。大阪砂糖業界の雄として名を知られた。天下茶屋是斎屋ののちの邸主で、邸内に明治天皇駐蹕遺址碑を建立したことでも知られる。

## 略歴
明治元年、大阪の大手砂糖商である八条家に生まれる。砂糖商である高津久右衛門の長女・よねと結婚し、第19代高津久右衛門を襲名する。
天下茶屋是斎屋ののちの邸主となり、大正8年に「明治天皇駐蹕遺址碑」を建立（藤沢南岳が裏面に見事な漢文で由来を誌している）。明治元年4月20日、同10年2月14日、明治天皇が駐蹕臨幸した地であり、館主は仮殿を造り奉迎したが、50年の星霜が経ち、主人となった高津久右衛門は荒廃した仮殿を撤去し、この碑を建てることにした。「不朽の美挙」と称えられた。
大正14年、その界で類を見ない会員組織の大阪砂糖取引所を創立。創立から閉鎖となる昭和14年まで理事長を務め、その成績如何は最も興味ある問題として、財界注視の的であった。

## 砂糖界の三ヨネと妻
明治大正時代、「砂糖界の三ヨネ」（または「糖界の三よね」）という言葉がはやった。鈴木岩次郎、高津久右衛門、岩崎定三郎は関西の砂糖業界の実力者としてのしていたが、3人の妻がいずれも「ヨネ」だったため「砂糖界の三ヨネ」と束ねて呼ばれた。そして「三ヨネ」はいずれも相場の腕が確かだったと伝えられる。中でも高津ヨネは抜群の腕前を誇る。ヨネのもとには多くの証券会社が押し寄せ、注文をもらうと足早に取引所へ向かった。夫久右衛門の洋行中に相場で大当たりをやってのけ、夫が帰ってくると木造の店舗が鉄筋コンクリートに建て替わっていたとのエピソードがあるほど。
「ヨネは客におまけを惜しまなかった。主婦には砂糖の分量をまけてやり、丁稚（でっち）や子供たちには黒砂糖や氷砂糖をにこやかにおまけしてやることを心掛けた。ケチケチ精神ではとても新しい店が客の心をつかむことはできない」
欧州大戦景気に沸き立つ大正時代、高津ヨネは北浜で「女もうけ頭」と呼ばれるようになる。北浜や堂島の仲買人たちの“ヨネさん詣で”は一層頻繁になるが、ヨネは彼らに等しく注文を出すようなことはしない。仲買人たちがいくら熱心に株や商品への投資を勧めても、納得がいかないときは「さよか」と否定も肯定もしない。仲買人たちは「さよか」の真意を計りかね、「買っていただけるでしょうか」と畳かける。